# Сикерки
Сикерки — деревня в Козельском районе Калужской области. Входит в состав Сельского поселения «Деревня Каменка».
Расположено примерно в 11 км к северо-западу от деревни Каменка.

## Население
На 2010 год население составляло 1 человек.